# Petersdorf (Woldegk)
Petersdorf ist ein Ortsteil der Stadt Woldegk im Osten des Landkreises Mecklenburgische Seenplatte im Südosten Mecklenburg-Vorpommerns (Deutschland).

## Geografie
Petersdorf liegt etwa 19 Kilometer südöstlich von Neubrandenburg und sechs Kilometer nordwestlich von Woldegk und in einer hügeligen Endmoränenlandschaft, dessen höchste Erhebungen nordöstlich der Gemeinde mit den Helpter Bergen 179 m ü. NN erreichen. Der Ortsteil grenzt im Südosten an den Naturpark Feldberger Seenlandschaft.

## Geschichte
Mit Wirkung vom 26. Mai 2019 wurde die Gemeinde Petersdorf in die Stadt Woldegk eingemeindet. Die Gemeinde wurde zuvor vom Amt Woldegk mit Sitz in der Stadt Woldegk verwaltet.

## Sehenswürdigkeiten
Die Petersdorfer Feldsteinkirche stammt aus dem 15. Jahrhundert. Die Blenden am Ostgiebel bestehen aus Backstein. Der neugotische Turm aus Backstein nach Plänen von Friedrich Wilhelm Buttel wurde 1826 errichtet. Zur Inneneinrichtung zählt ein spätmittelalterlicher Altar, der 1726 erneuert wurde und einen zweigeschossigen Säulenaufbau mit Gemälden hat. Die Kanzel stammt aus der Mitte des 16. Jahrhunderts. 1980 wurde das Dach des Kirchenschiffs neu gedeckt, 1988 erfolgte eine Innenrenovierung. 1990 erfolgte eine Turmsanierung.
→ Siehe auch Liste der Baudenkmale in Woldegk-Petersdorf

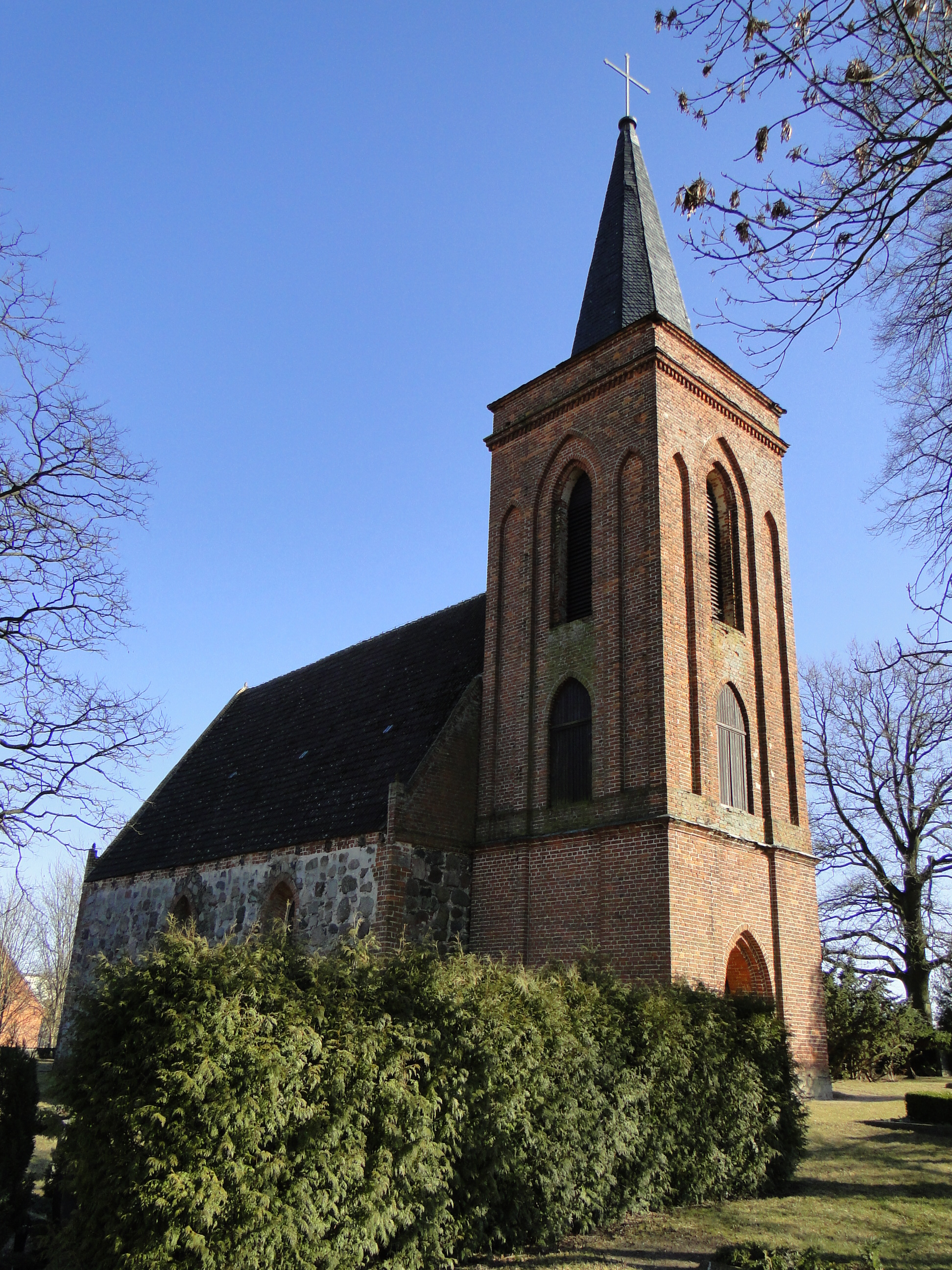
Dorfkirche Petersdorf, Backsteinturm
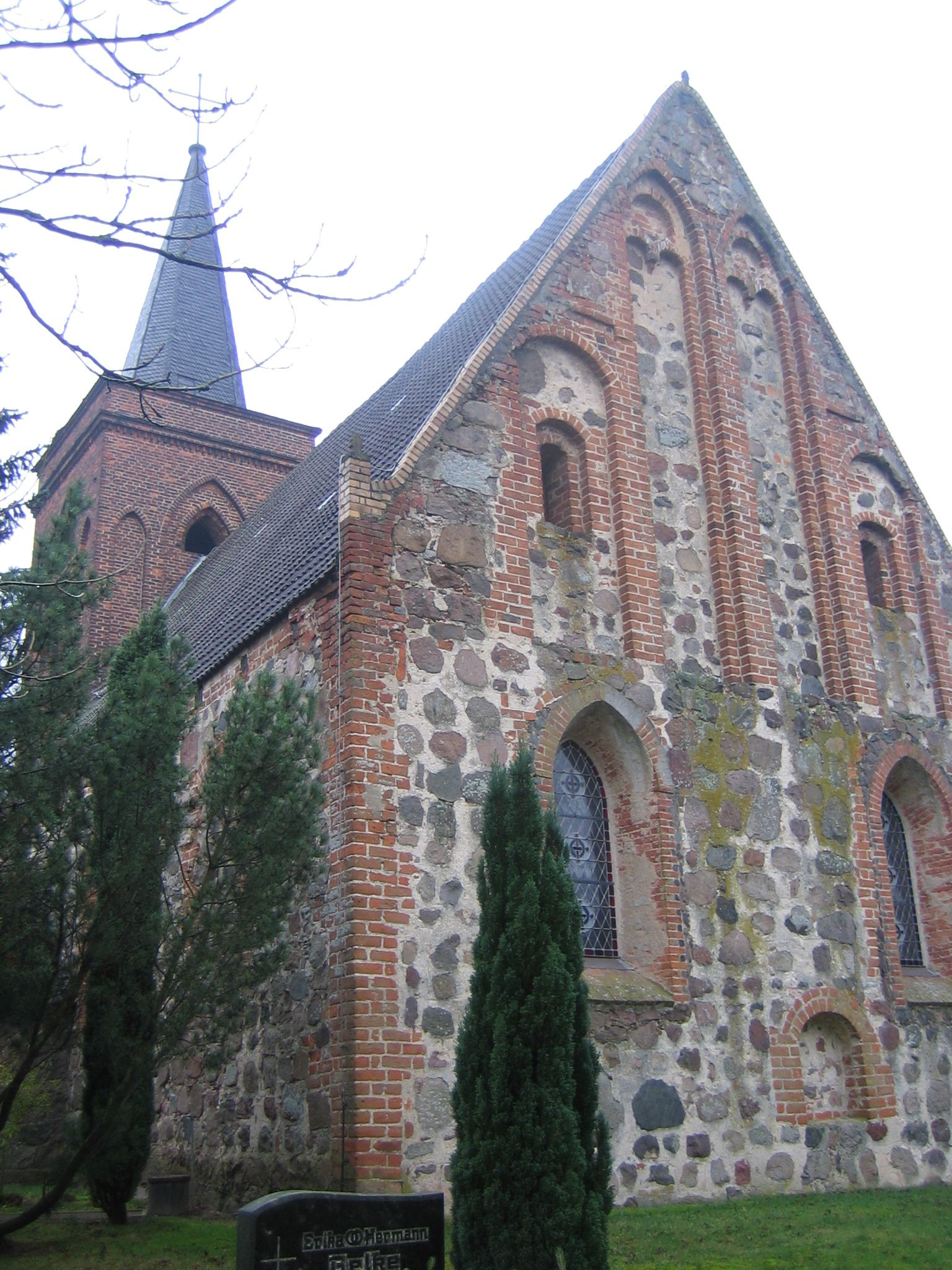
Dorfkirche Petersdorf, Findlingsbau
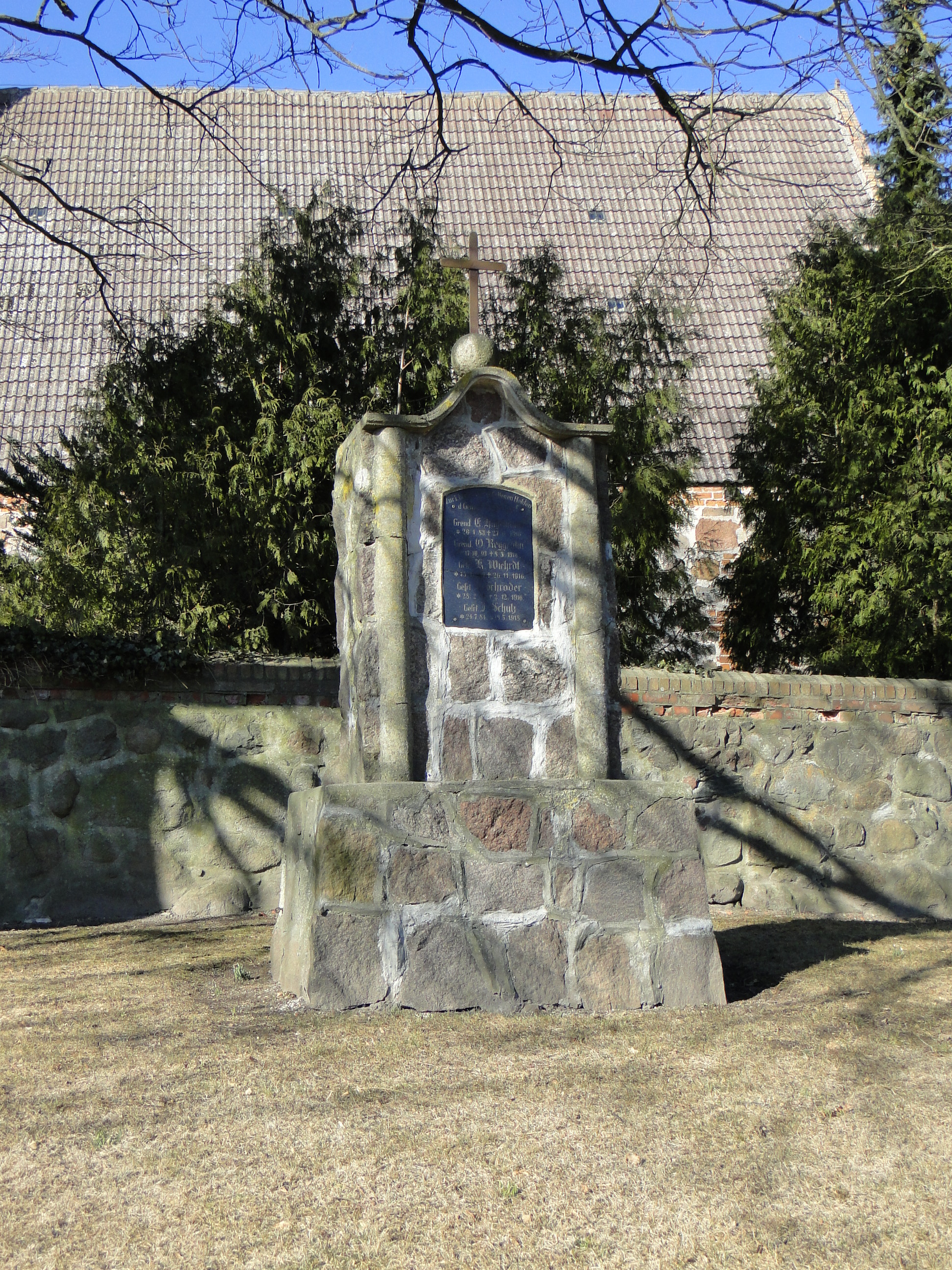
Kriegerdenkmal 1914–18

## Verkehrsanbindung
Die Bundesstraße 104 verläuft durch den Ortsteil. Petersdorf ist über die Anschlussstelle Friedland i. M. der Bundesautobahn 20 (ca. 15 Kilometer entfernt) zu erreichen.